# Острова Кука на летних Олимпийских играх 2024
Олимпийская сборная Островов Кука на летних Олимпийских играх 2024 года была представлена 2 спортсменами в 2 видах спорта. Оба спортсмена — легкоатлет Алекс Беддоус и пловчиха Лэнихей Коннолли — стали знаменосцами команды на церемонии открытия.

## Состав сборной
Лёгкая атлетика
1. Алекс Беддоус[англ.]

 Плавание
1. Лэнихей Коннолли[англ.]

## Результаты соревнований

### Водные виды спорта

#### Плавание
Острова Кука получили одно универсальное место для участия своих спортсменов в соревнованиях по плаванию на Играх в Париже.
Женщины
18-летняя Лэнихей Коннолли приняла участия в соревнованиях по плаванию на 100 метров брассом. Предварительный заплыв она завершила с личным рекордом, однако показанное ею время не дало право пройти в следующую стадию.
| Спортсмен        | Дистанция              | Предварительный раунд | Предварительный раунд | Предварительный раунд | Полуфинал             | Полуфинал             | Полуфинал             | Финал                 | Финал                 |
| Спортсмен        | Дистанция              | Заплыв                | Результат             | Место                 | Заплыв                | Результат             | Место                 | Результат             | Место                 |
| ---------------- | ---------------------- | --------------------- | --------------------- | --------------------- | --------------------- | --------------------- | --------------------- | --------------------- | --------------------- |
| Лэнихей Коннолли | 100 м брассом, женщины | 2                     | 1:10,45               | 32                    | завершила выступление | завершила выступление | завершила выступление | завершила выступление | завершила выступление |

### Лёгкая атлетика
Острова Кука получили одно универсальное место для участия своих спортсменов в соревнованиях по лёгкой атлетике на Играх в Париже.
Мужчины
На соревнования по бегу на 800 метров был заявлен Алекс Беддоус, однако из-за полученной травмы перед предварительными забегами он был вынужден сняться.
| Спортсмен     | Дисциплина                 | Предварительный раунд | Предварительный раунд | Предварительный раунд | Четвертьфинал        | Четвертьфинал        | Четвертьфинал        | Полуфинал            | Полуфинал            | Полуфинал            | Финал                | Финал                |
| Спортсмен     | Дисциплина                 | Забег                 | Время                 | Место                 | Забег                | Время                | Место                | Забег                | Время                | Место                | Время                | Место                |
| ------------- | -------------------------- | --------------------- | --------------------- | --------------------- | -------------------- | -------------------- | -------------------- | -------------------- | -------------------- | -------------------- | -------------------- | -------------------- |
| Алекс Беддоус | бег на 800 метров, мужчины | DNS                   | DNS                   | DNS                   | завершил выступление | завершил выступление | завершил выступление | завершил выступление | завершил выступление | завершил выступление | завершил выступление | завершил выступление |